# Яблонь-Рикаче
Яблонь-Рикаче (пол. Jabłoń-Rykacze) — село в Польщі, у гміні Високе-Мазовецьке Високомазовецького повіту Підляського воєводства.
Населення — 54 особи (2011).
У 1975-1998 роках село належало до Ломжинського воєводства.

## Демографія
Демографічна структура станом на 31 березня 2011 року:
|          | Загалом | Допрацездатний вік | Працездатний вік | Постпрацездатний вік |
| -------- | ------- | ------------------ | ---------------- | -------------------- |
| Чоловіки | 29      | 7                  | 17               | 5                    |
| Жінки    | 25      | 6                  | 14               | 5                    |
| Разом    | 54      | 13                 | 31               | 10                   |